# Eőry Emil
Eőry Emil (Rábacsécsény, 1939. június 8. – Érd, 2024. július 17. vagy előtte) magyar szobrász.

## Élete
1966–74-ig az érdi Vörösmarty Mihály Gimnáziumban és a Budapesti Műszaki Egyetemen végezte tanulmányait. 1968–72-ig művészeti tanulmányokat folytat a zebegényi Szőnyi István Képzőművészeti Szabadiskolában.

### Munkássága
Művei a klasszikus szobrászat és a népművészet hagyományos formanyelvét integrálni képes modern szobrászathoz köthetők. Munkáit kezdetektől műfaji sokféleség, változatos anyaghasználat (kő, fa, bronz, vas) emblematikus tömörségű formaadás jellemzi. 1968 óta szerepel kiállításokon. Alkotásaiban az anyag törvényszerűségeit figyelembe véve természetelvű és elvont formákból egyaránt építkezik, szobrait ugyanakkor öntörvényű, e két út szintézisét célzó, egyedi formaalakítás jellemzi. Korai, figurális korszakának klasszikus szépségű márvány- és bronzszobrait (pl. Sziszifusz, 1972, márvány) a 80-as évektől kubisztikus formavilágú, erőteljes plaszticitású, absztrakt formák követték. Még az Erők (1992), a Credo, vagy a Ballada I–IV. című alkotásaiban elsősorban a fa alapvetően dinamikus struktúrájából kiindulva fogalmazza meg absztrakt kompozícióit, addig a Pásztorünnep, vagy a Nagyanyám emlékére című munkáiban minden nonfiguráció ellenére tetten érhető az antropomorf indíttatású jelképiség. 
A 90-es évek végétől a viaszveszejtéses bronzöntés új lehetőségeit keresve invenciózus kisplasztikai sorozatot indított útjára. E, szinte testetlen, jobbára leleményes egyszerűséggel áttört síkok és rezgő kontúrok áthatásából körvonalazódó kompozíciókban a drámai karakter (pl.Játszma, 1999, bronz) és a humor, a groteszk iránt fogékony, játékos megfogalmazás egyaránt helyet kap (pl. Bölcsődal, Művészportré, 1999, bronz). A 90-es évek nagyobb méretű bronzkompozíciói elsősorban a görbült és hasított síkok találkozásával foglalkoznak (pl. Metamorfózis, 1997; Kontraszt, 1999, bronz). Az utóbbi időszak szobrászi törekvéseit aSzintézis (2002, bronz) című, harmonikus arányú, áttört idolforma összegzi. Szobrászi munkásságát expresszív forma és színvilágú festmények sora kíséri.
Tagja a Magyar Alkotóművészek Országos Egyesületének, a Képző és Iparművészek szövetségének és a Magyar Szobrász Társaságnak. Alapító tagja az X-art Egyesületnek és az Érdi Művésztelepnek. Számos egyéni és csoportos, országos és külföldi kiállításon vett részt, több alkalommal díjazták műveit. Művei megtalálhatóak köztereken, közgyűjteményekben, hazai és külföldi magángyűjteményekben.
Az érdi, Ercsi úti temető 8-as parcellájának belső sorában található, saját alkotásán alapuló, Tóth Sándor kőfaragó által készített síremlékét 2024. október 22-én avatták fel.

## Egyéni kiállítások
- 1980, 1993, 1999 • Művelődési Központ, Érd
- 1982 • Kossuth Művelődési Ház, Dabas

- 1984 • Savoyai-kastély, Ráckeve
- 1994 • Tiszai Galéria, Csongrád
- 2002 • Műterem Galéria, Debrecen.
- 2005 • Művelődési Központ, Érd.

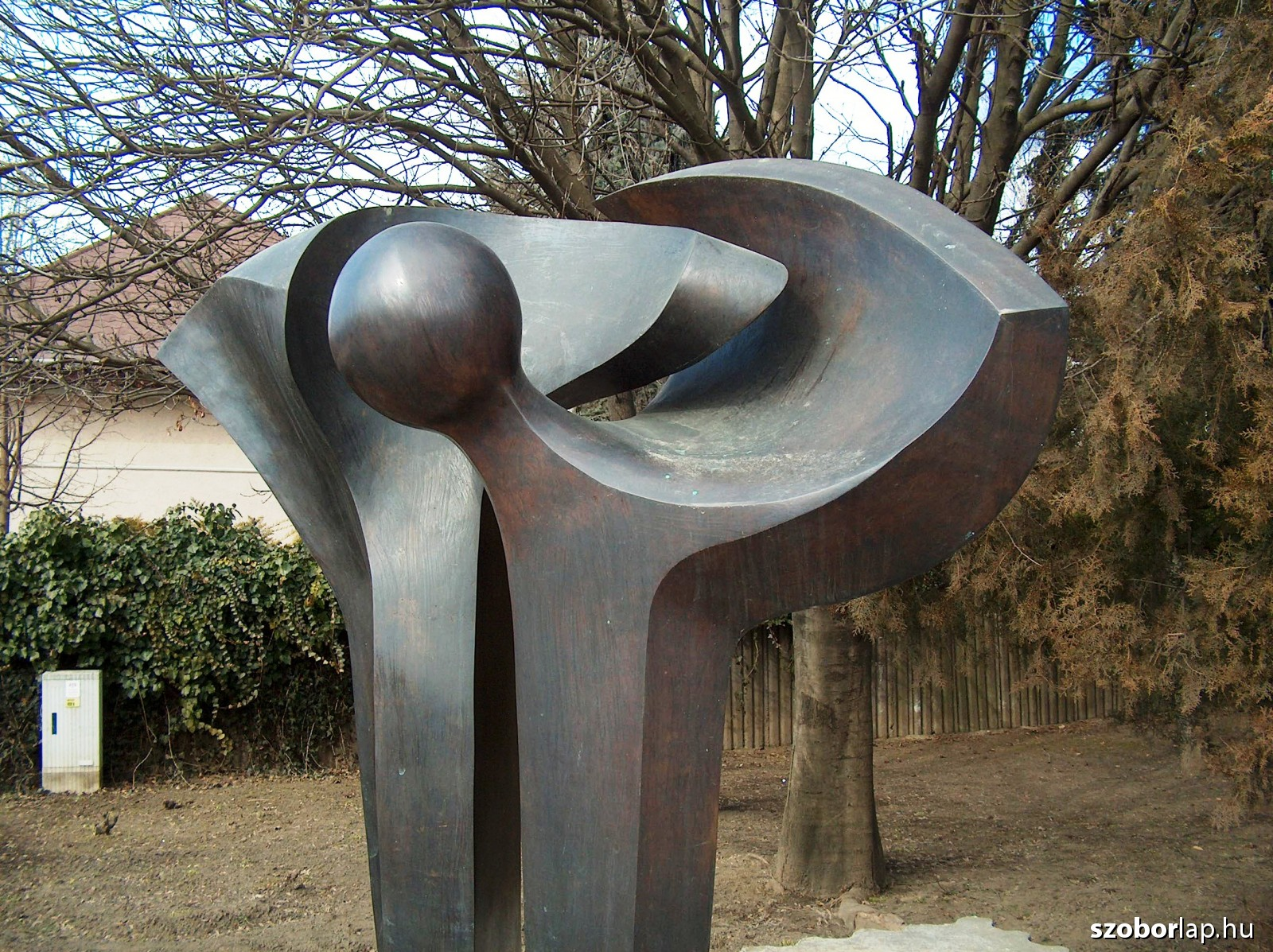
- Eőry Emil: Városvédő Angyal (részlet) 1993

- 2005 • Barátság Művelődési Központ, Százhalombatta.
- 2006 • Csók István Galéria, Budapest.
- 2009 • Művelődési Központ, Érd.
- 2011 • Városi Galéria, Szigetszentmiklós.
- 2012-13 • Galerie Grand E’terna, Párizs.
- 2014 • Érdi Galéria

### Válogatott csoportos kiállítások
- 1982 • Országos Képzőművészeti kiállítás, Műcsarnok, Budapest
- 1984 • Pest megyei Tárlat, Szentendrei Képtár
- 1987 • Autodidakta képzőművészek kiállítása, Szentendrei Képtár
- 1990 • I. Országos Szobrászrajz Biennálé, Budatétényi Galéria, Budapest

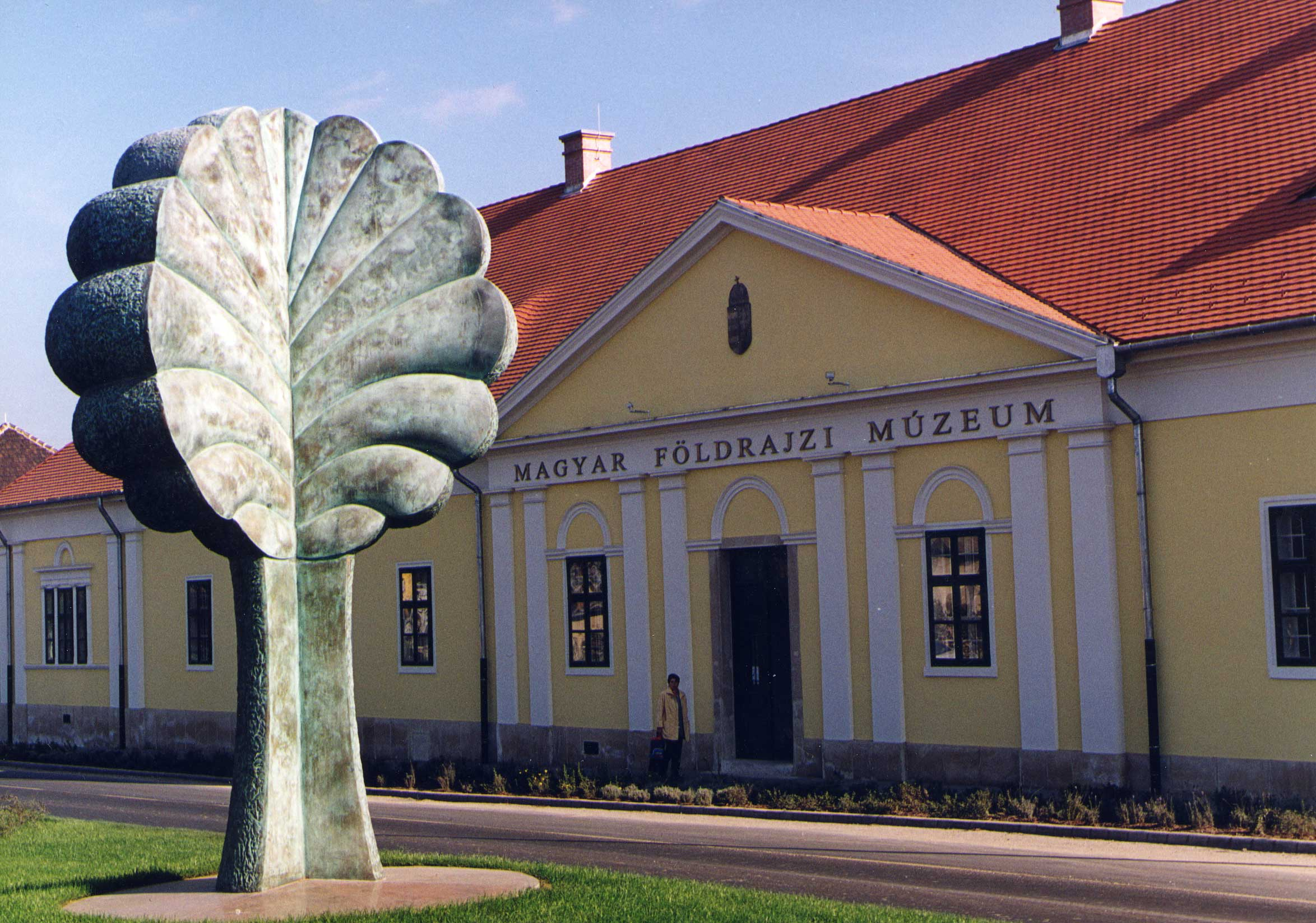
- Eőry Emil: Életfa 2001

- 1981-93 • VII., IX., XI., XII., XIII. Országos Kisplasztikai Biennálé, Pécs
- 1997 • Magyar Szalon ’97, Műcsarnok, Budapest
- 2000, 2002 • Pest megyei Tárlat, Szentendre
- 2001 • Szobrászaton innen és túl, Műcsarnok.
- 2007 Balaton-tárlat, Balatonalmádi.
- 2008 Pannónia Tájkép Biennálé, Balatonalmádi.
- 2008 Országos Faszobrászati Kiállítás, Nagyatád.
- 2010-11-12-13-14 Érdi Művésztelep Kiállítása, Érd.

### Művek közgyűjteményekben
- Mag (fa, 1985) Janus Pannonius Múzeum, Pécs;
- Átváltozások I–IV. (éremsorozat, 2000), Mélység (bronz, 2000) Városi Képtár, Nyíregyháza.
- Ikrek (bronz) Városi Galéria, Nyíregyháza.

### Köztéri művei

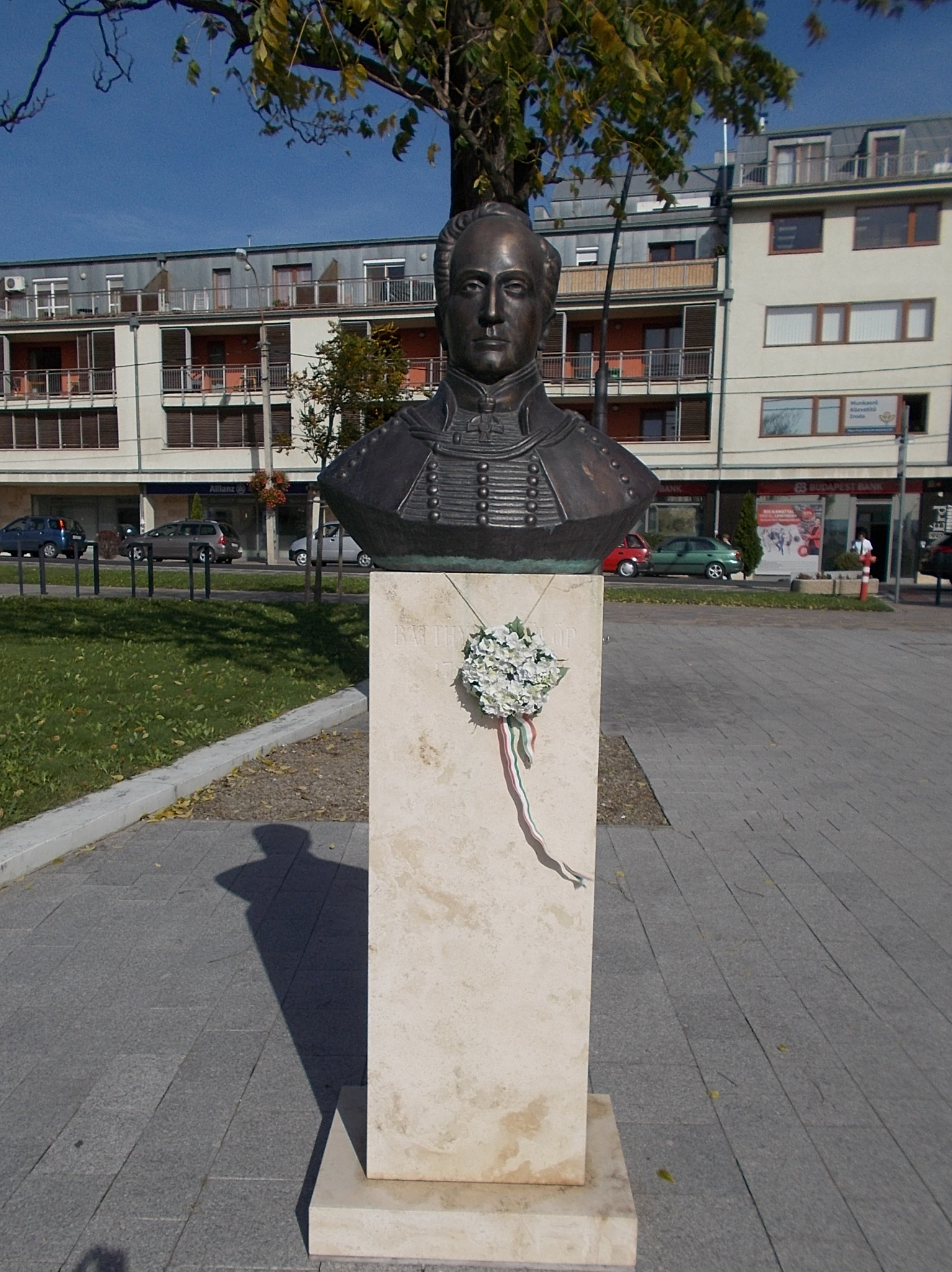
Batthyány Fülöp büszt

- Kilenc város szobra (vasplasztika, 1979, Vásárosnamény)
- Kegyeleti emlékmű (fa, 1993, Érd)
- II. világháborús emlékmű (kő, 1993, Diósd)
- Város védőangyala (krómacél, 1994, Érd)
- Csuka Zoltán portré (bronz, 1994, Érd)
- Kós Károly portré (bronz dombormű, 1995, Érd)
- Bolyai János dombormű (bronz dombormű, 1995, Ált. Isk., Érd)
- Díszkút, Nap (bronz, 1999, Thermál Hotel Liget, Érd)
- Útjelző (bronz dombormű, 2001, Érd)
- Életfa (millenniumi emlékmű, bronz, 1996–2001, Érd)
- Táncosnő (torzó, bronz, 2002, Hotel Kálvária, Győr)
- Női torzó drapériával (bronz, márvány, 2002, Közgazdasági Egyetem, Budapest).
- Verseny szelleme (bronz 2006 Gazdasági Versenyhivatal Budapest)
- Heller Farkas (bronz portré 2007 Műszaki és Gazdaságtudományi Egyetem Budapest)
- Batthyány Fülöp (bronz portré 2011 Fő tér Érd.)

### TV-felvételek
- MTV-Napraforgó 1993.06.20.
- Halom TV-Kiállítási interjú 2006.05.12.
- ÉRD TV Fény-Kép 2008.06.10.